# Sulfuro de estaño(IV)
El sulfuro de estaño(IV) es un compuesto con la fórmula SnS
2. El compuesto cristaliza en el motivo de yoduro de cadmio, con el Sn(IV) situado en "agujeros octaédricos" definidos por seis centros de sulfuro. Ocurre naturalmente como el raro mineral berndtita. Es útil como material semiconductor con banda prohibida 2.2 eV.

## Reacciones
El compuesto precipita como un sólido marrón tras la adición de H
2S a soluciones de especies de estaño (IV). Esta reacción se invierte a pH bajo. SnS
2 cristalino tiene un color bronce y se usa en revestimientos decorativos donde se le conoce como mosaico dorado.
El material también reacciona con sales de sulfuro para dar una serie de tioestanatos con la fórmula [SnS
2]
m[S]2n−
n Una ecuación simplificada para esta reacción de despolimerización es SnS
2 + S2−
 → [SnS2−
3]
x.